# Lavinia (nome)
Lavinia  è un nome proprio di persona italiano femminile.

## Varianti
- Femminili: Lavina[1][2]
- Maschili: Lavinio[1][2][4], Lavino[1][2]

### Varianti in altre lingue
- Catalano: Lavínia[5]
- Inglese: Lavinia[6], Lavenia[6], Lavonia[6], Lavena[3], Lavina[3]
  - Ipocoristici: Vinnie[3][6], Vinny[6]
- Latino: Lavinia[3]
- Rumeno: Lavinia[3]
- Spagnolo: Lavinia[5]

## Origine e diffusione

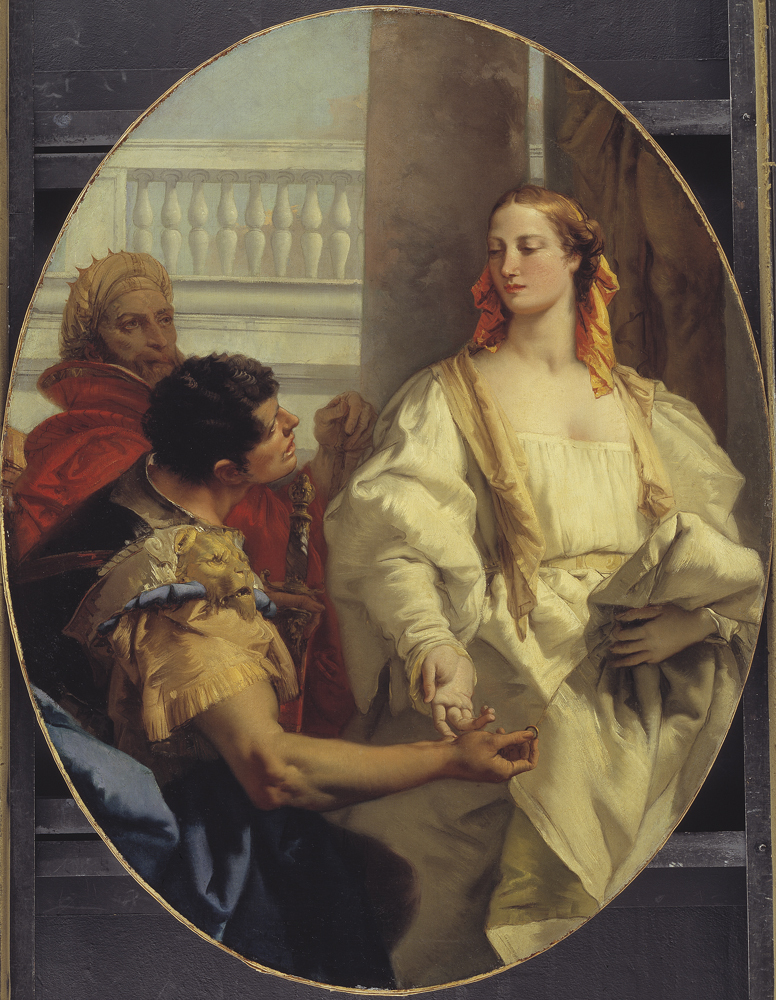
Latino offre in moglie sua figlia Lavinia a Enea, di Giovanni Battista Tiepolo

Nome di matrice classica, nell'Eneide Lavinia è la figlia di re Latino, moglie di Enea, il quale per onorarla dà il suo nome alla città di Lavinium. L'etimologia del nome è incerta, prelatina e probabilmente etrusca, e quindi dal significato indecifrabile; alcune fonti ritengono che sia "Lavinia" a derivare da "Lavinium" anziché il contrario, e che il toponimo di tale città derivi dal greco laphas ("pietra") oppure che sia mutuato da quello di un corso d'acqua, a sua volta dal protoindoeuropeo *lou(e) ("lavare").
In Italia il nome venne ripreso a partire dal Rinascimento, soprattutto dopo la pubblicazione della traduzione dell'Eneide curata da Annibal Caro; in qualche caso può anche essere ispirato a Lavinia, il personaggio dell'innamorata nella commedia dell'arte. Negli anni 1970 si contavano del nome oltre settemila occorrenze, sparse nell'Italia peninsulare ma più rare al sud.

## Onomastico
In quanto nome adespota, cioè che non è portato da alcuna santa, l'onomastico può essere festeggiato il 1º novembre per la festa di Ognissanti.

## Persone
- Lavinia Abate, modella italiana
- Lavinia Agache, ginnasta rumena

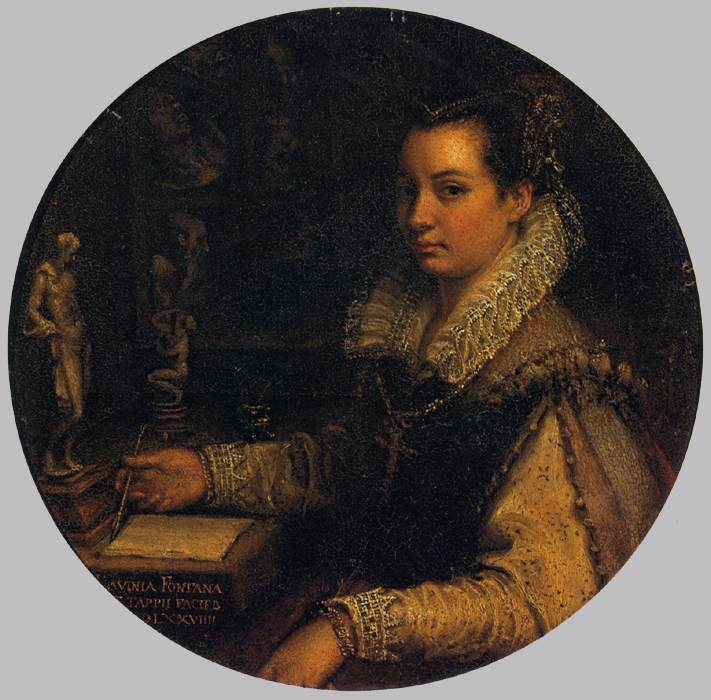
Lavinia Fontana

- Lavinia Bazhbeuk-Melikyan, artista armena
- Lavinia Bingham, nobildonna irlandese
- Lavinia Fontana, pittrice italiana
- Lavinia Feltria della Rovere, principessa di Urbino
- Lavinia Guglielman, attrice italiana
- Lavinia Longhi, attrice italiana
- Lavinia Marongiu, ginnasta italiana
- Lavinia Mazzucchetti, germanista, critica letteraria e traduttrice italiana
- Lavinia Mennuni, politica italiana
- Lavinia Miloșovici, ginnasta rumena
- Lavinia Taverna, nobile e scrittrice italiana
- Lavinia Wilson, attrice e regista tedesca

## Il nome nelle arti
- Lavinia Grimani è un personaggio della soap opera CentoVetrine.
- Lavinia Herbert è la bambina cattiva e dispettosa del cartone animato Lovely Sara, ispirato al libro La piccola principessa, della scrittrice Frances Hodgson Burnett.
- Lavinia è la protagonista del libro L'incredibile storia di Lavinia di Bianca Pitzorno.
- Lavinia "Vinnie" Kingsley è un personaggio interpretato del film del 2002 Due amiche esplosive, diretto da Bob Dolman.